# Akira Yamamoto
Akira Yamamoto (Shizuoka, 13 giugno 1913 – Yachimata, 24 novembre 1944) è stato un aviatore giapponese.
Ufficiale delle Forze aeree della Marina giapponese; pilota esperto e valoroso, durante una lunga carriera iniziata nella guerra in Cina nel 1937, ottenne numerose vittorie aeree, partecipando in particolare all'attacco a Pearl Harbor del dicembre 1941 e alla battaglia delle Midway, dove combatté con grande coraggio abbattendo almeno sette aerei americani.
Dopo questa cruciale battaglia continuò a partecipare ai durissimi combattimenti del fronte del Pacifico, battendosi strenuamente fino all'ultimo e rimanendo ucciso nel novembre 1944 mentre tentava di contrastare con il suo caccia una formazione di bombardieri pesanti americani B-29 in volo sopra il Giappone

## Guerra in Cina
Akira Yamamoto, originario della prefettura di Shizuoka, divenne un pilota da caccia delle forze aeronavali della Marina imperiale giapponese nel 1934 dopo il completamento dei corsi di addestramento al volo per sottoufficiali, istituiti per potenziare l'equipaggiamento della crescente flotta portaerei del Sol Levante. Dopo un periodo di servizio a terra, venne presto assegnato ai reparti di volo della portaerei leggera Hosho, che sarebbe stata impegnata già nel 1937 nel teatro bellico cinese subito dopo lo scoppio del conflitto con la instabile nazione asiatica; nel settembre 1937, Yamamoto, sempre imbarcato sulla Hōshō prese quindi parte, volando sui caccia biplano Nakajima A2N, alle azioni aeronavali sferrate contro il porto di Canton e fu durante queste missioni che, il giorno 27, ottenne la prima vittoria aerea della sua carriera abbattendo un caccia Curtiss Hawk III del nemico.
Dopo una pausa nell'attività operativa e un soggiorno in Giappone, nell'ottobre 1939 Yamamoto ritornò sul fronte cinese con il grado di sergente pilota, assegnato al 12° Kokutai (gruppo aereo) dove rimase fino al luglio 1940, volando questa volta sui caccia monoplano Mitsubishi A5M; in questo periodo svolse anche compiti di istruzione e addestramento a Ōita per i nuovi giovani piloti nipponici fino alla vigilia dello scoppio (nel dicembre 1941) della Guerra nel Pacifico, quando venne finalmente trasferito nei reparti di volo a bordo della grande portaerei Kaga, in preparazione dell'audace operazione contro le Hawaii.

## La Guerra nel Pacifico
Akira Yamamoto partecipò il 7 dicembre 1941 all'attacco di Pearl Harbor guidando uno shotai (sezione di tre aerei) della prima ondata; durante la fase di avvicinamento fu proprio lui che individuò e abbatté un malcapitato aereo civile finito nel bel mezzo degli aerei giapponesi. Durante l'attacco, il suo gruppo di caccia (equipaggiato con i moderni e efficaci A6M Zero) colpì l'aeroporto di Hickam Field e distrusse la maggior parte degli aerei americani a terra.

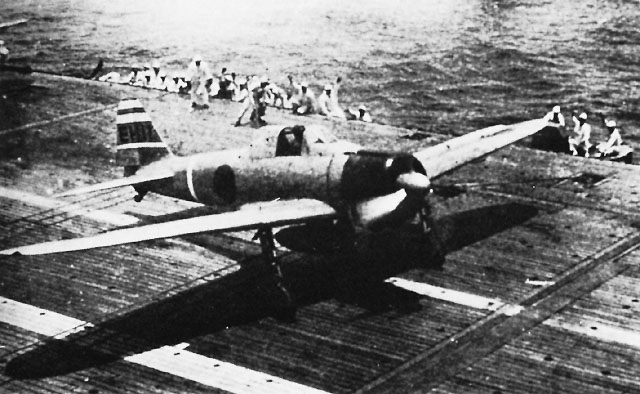
Un caccia Mitsubishi A6M Zero sul ponte di volo di una portaerei giapponese durante la battaglia delle Isole Santa Cruz a cui anche Akira Yamamoto avrebbe preso parte

Dopo questo brillante successo, la portaerei Kaga (con a bordo Akira Yamamoto, ora promosso sergente maggiore) partecipò ancora alle nuove crociere della flotta dell'ammiraglio Nagumo fino alla decisiva battaglia delle Midway il 4-6 giugno 1942; durante questa battaglia Yamamoto operò inizialmente sopra le portaerei giapponesi in funzione di copertura e durante i duri scontri contro le ondate di attacco americane, rivendicò almeno quattro vittorie aeree (in condivisione con i suoi due gregari dello shotai); in un ultimo attacco la Kaga venne però gravemente colpita e incendiata, e il sottoufficiale dovette appontare fortunosamente sulla superstite portaerei Hiryu.
Yamamoto prese parte, insieme ai pochi caccia Zero rimasti, al secondo disperato attacco contro la portaerei Yorktown (guidato dal tenente di vascello Tomonaga); quasi tutti gli aerei giapponesi furono distrutti, mentre invece Yamamoto fu uno dei pochissimi piloti giapponesi a tornare in salvo dopo essersi battuto coraggiosamente e aver abbattuto altri tre caccia americani.
Scampato alla disfatta, Yamamoto, ora promosso guardiamarina, venne quindi trasferito sulla portaerei Zuiho con cui partecipò anche all'aspra battaglia delle isole Santa Cruz durante la lunga campagna di Guadalcanal (ottobre 1942); dopo essere stato trasferito alla base aerea di Rabaul nel marzo 1943, per quasi un anno prese parte ai sanguinosi combattimenti aeronavali in Nuova Guinea e nelle Salomone, rivendicando almeno altre quattro vittorie aeree.
Nella primavera del 1944, Akira Yamamoto venne finalmente rimpatriato e assegnato allo Yokosuka Kokutai e con questo gruppo aereo partecipò ancora a una serie di combattimenti nella zona di Iwo Jima, attaccata da uno scaglione della Task force 58 a metà giugno: rimase ferito dal fuoco antiaereo delle navi americane, mentre copriva i bombardieri che cercavano di affondarle, ma nuovamente riuscì a salvarsi e a sopravvivere alla ferita.
La fine della guerra e della vita di questo esperto e valoroso pilota, ora tenente di vascello, era però ormai vicina: impegnato il 24 novembre 1944, in un tentativo di intercettare le poderose formazioni americane di bombardieri pesanti B-29 sopra Yachimata, venne colpito dal fuoco nemico e costretto a lanciarsi con il paracadute. Il mancato funzionamento di questo dispositivo di salvataggio ne avrebbe provocato la tragica morte in azione.